# Cryptocephalus sarbazicus
Cryptocephalus sarbazicus es una especie de insecto coleóptero de la familia Chrysomelidae.
Fue descrita científicamente en 1980 por Lopatin.